# Страховский, Михаил Фёдорович
Михаил Фёдорович Страхо́вский (1817, Черниговская губерния — 1896, Петрозаводск) — государственный деятель, вице-губернатор Архангельской и Олонецкой губерний, почётный гражданин Петрозаводска; действительный статский советник.

## Биография
Родился 12 (24) января 1817 года в дворянской семье.
Получил домашнее образование и 23 февраля 1831 года был причислен к Черниговскому губернскому правлению в качестве писца; с 1832 года — канцелярист. В службе числился с 19 января 1833 года; в 1835 году получил чин коллежского регистратора. С 1840 года — канцелярский чиновник департамента исполнительной полиции Министерства внутренних дел. В конце 1840 года — исправляющий должность младшего помощника столоначальника департамента, с 1843 года — исправляющий должность старшего помощника столоначальника департамента.
С 26 ноября 1850 года — начальник отделения канцелярии Санкт-Петербургского военного генерал-губернатора.
В 1855 году был назначен исправляющим должность начальника отделения департамента исполнительной полиции МВД, с 1855 года утверждён в этой должности.
С 6 августа 1861 года назначен исправляющим должность архангельского вице-губернатора, 5 января 1862 года утверждён в этой должности. Был председателем совета больницы Архангельского приказа общественного призрения, членом Архангельского губернского попечительства о детских приютах. Вышел в отставку 5 декабря 1869 года.
С 5 ноября 1871 года — вновь на службе: в течение четверти века занимал должность Олонецкого вице-губернатора с чином действительного статского советника.
Решением Петрозаводской городской Думы от 12 января 1887 г. за «всегдашнее тёплое участие к нуждам и пользам города» был награждён званием почётного гражданина г. Петрозаводска
Во время пребывания на должности олонецкого вице-губернатора также занимал должность председателя губернского тюремного комитета, был членом Окружного правления общества спасания на водах, членом совета Петрозаводского Благотворительного общества, членом ревизионной комиссии Олонецкого местного управления Российского общества Красного Креста, был избран почётным мировым судьей Пудожского уезда.
Умер11 (23) апреля 1896 года от паралича сердца. Похоронен на Троицком (Зарецком) кладбище в Петрозаводске.

### Награды
- орден Святого Владимира 2-й степени
- орден Святого Владимира 3-й степени (1864)
- орден Святого Станислава 1-й степени (1875)
- орден Святой Анны 1-й степени (1878)
- орден Святой Анны2-й степени (1854)
- Орден Святой Анны 3-й степени (19 августа 1849 г.)
- Знак отличия 30 августа 1862 г.
- Медаль «За труды по освобождению крестьян»
- Тёмно-бронзовая медаль «В память войны 1853—1856»
- Наследственная бронзовая медаль «В память Отечественной войны 1812 года»
- Знаки отличия беспорочной службы за 15, 20, 40 и 50 лет

## Семья
Жена — Александра Ивановна. Их дети — Любовь Михайловна, Мария Михайловна, Ляля (?), Борис Михайлович, Иван Михайлович и Михаил Михайлович Страховские